# Витязево
Ви́тязево (рос. Витязево) — селище (до 2004 — селище міського типу) в Росії, адміністративно підпорядковано місту Анапа Краснодарського краю. Населення — 6,2 тис. осіб (2004). Розташоване за 11 км на північ від центру Анапи (в кінці Піонерського проспекту) на березі Витязевського лиману, є пляжі на березі Чорного моря. Назву Витязево носить також аеропорт Анапи.
У Витязево є впорядкований піщаний пляж із вкрапленнями черепашок завширшки близько 200 м. Лікувальні грязі Витязевського лиману використовуються для лікування опорно-рухового апарату. З боку степів Витязево оточене виноградниками. Підприємство по виробництву вин.

## Історія
Із 1837 по 1862 рік на місці сучасного Витязева існувала станиця Витязевська, яка була названа на честь майора Витязя  [Архівовано 4 червня 2007 у Wayback Machine.].
У 1862 році на місці станиці виникло село Витязево — перше в Кубанській області місце компактного поселення понтійських греків, які жили тут до депортації у Середню Азію під час Німецько-радянської війни. Після реабілітації в кінці 1950-х багато переселенців повернулися, але згодом вони і їх нащадки в кінці 1980-х виїхали до Греції.